# Sargis Hovsepjan
Sargis Hovsepjani (armenski: Սարգիս Հովսեփյան, Erevan, 2. studenog 1972.)  armenski nogometaš u mirovini.

## Igračka karijera

### Klupska karijera
Sargis je profesionalnu karijeru započeo u Malatiji iz Erevana 1990. godine, 1991. i 1992. kratko igra za Lori Vanadzor da bi 1992. prešao u FC Pjunik. Poslije dobrih igara u armenskoj ligi prelazi 1998. u ruski FK Zenit u Rusiji igra još za Torpedo-Metallurg. Godine 2004. vratio se u domovinu u Pjunik gdje je završio karijeru.

### Reprezentativna karijera
Za Armensku nogometnu reprezentaciju odigrao je 129 utakmica i postigao dva pogotka. Trenutni je kapetan reprezentacije prvu utakmicu odigrao je 14. listopada 1992. godine u prijateljskoj utakmici protiv Moldove.

## Vanjske poveznice
- Igračka karijera